# Атлантида (департамент)
Атла́нтида (исп. Atlántida) — один из 18 департаментов Гондураса.
Площадь — 4251 км², население — 414 300 человек (2011). Административный центр — город Ла-Сейба. Расположен в северной части страны на побережье Карибского моря, граничит с департаментами Колон, Кортес и Йоро.
Департамент образован в 24 февраля 1902 года из территорий, выделенных из соседних департаментов Колон, Кортес и Йоро.
На территории департамента расположен второй по величине национальный парк страны — Жанетт-Кауас.

## Муниципалитеты
В административном отношении департамент подразделяется на 8 муниципалитетов:
1. Аризона
2. Эль-Порвенир
3. Эспарта
4. Хутьяпа
5. Ла-Сейба
6. Ла-Масика
7. Сан Франсиско
8. Тела